# Dave Blaney
Pour les articles homonymes, voir Blaney.
Statistiques en NASCAR Cup Series
Dernière mise à jour : 5 mars 2017 
Dave Blaney est un pilote américain de NASCAR Cup Series né le 24 octobre 1962 à Hartford, Ohio.

## Carrière
Jusqu'en 2008, il pilote la voiture no 22. En 2009, après la fermeture du Bill Davis Racing, Dave Blaney prend le volant de la Toyota no 66 du Prism Motorsports. En 17 saisons de présence dans le championnat principal de la NASCAR, sa meilleure performance au classement général est une 19e place en 2002 et sa meilleure performance en course est une 3e place à Darlington en 2003 et à Talladega en 2007 et 2011.